# 張建宗
張 建宗（日：マシュー・チャン、英語: Matthew Cheung Kin-chung）は、香港の官僚。元香港特別行政区政務司司長、貧困緩和委員会、人事計画委員会、青少年育成委員会、児童問題委員会、基本法推進運営委員会、および犯罪犯罪委員会の委員長。彼は10年間労働福祉長官を務め、以前は労働委員会委員、元経済開発労働局長官（労働）、教育局長を務めていた。彼は香港の復帰以来、最も長い間政府役人で、労働権問題のディレクターである。
2021年までに49年連続で香港政府に勤務しており、香港の政府史上最長の実務経験であり、ツァン・ヤム・クン（曽蔭権）の45年の記録を超えている。

## 初期の経験
広東省恵州市 で生まれ、カトリック新民大学 （1967年5月中旬）および高司教大学（1969年7月中旬）で学び、1972年に香港大学歴史学部を卒業した。情報オフィサーのランクはその後、1979年9月の後半に、彼は政府の学位に編入され政務主任に移行。 彼は、財務支店、総務部、知事室、産業部、貿易部、総督府、産業部、財務長官室、司法部、中央政策部など、香港政府のさまざまな部門に勤務した   2004年9月に、彼は行政官スタッフA級に昇進した。
1996年3月から1999年1月までは、1999年1月から2000年6月まで、副教育および人事部（現在は教育局副局長）、労働委員、2000年6月から2002年6月まで務めた。 2002年7月から2007年3月までは、経済開発労働局の教育長官（秘書）だった。 2007年3月、張建宗は定年を迎えた。組合のメンバーは、彼がとどまることを望んでいた。香港労働組合連合会のFTU 立法評議会評議員である陳万仙 チャン・ユエン・ハン より問題にし、会合で香港の最高経営責任者であるツァン・ヤム・クン（ドナルド・ツァン）香港行政長官に質問した。

## 労働福祉長官

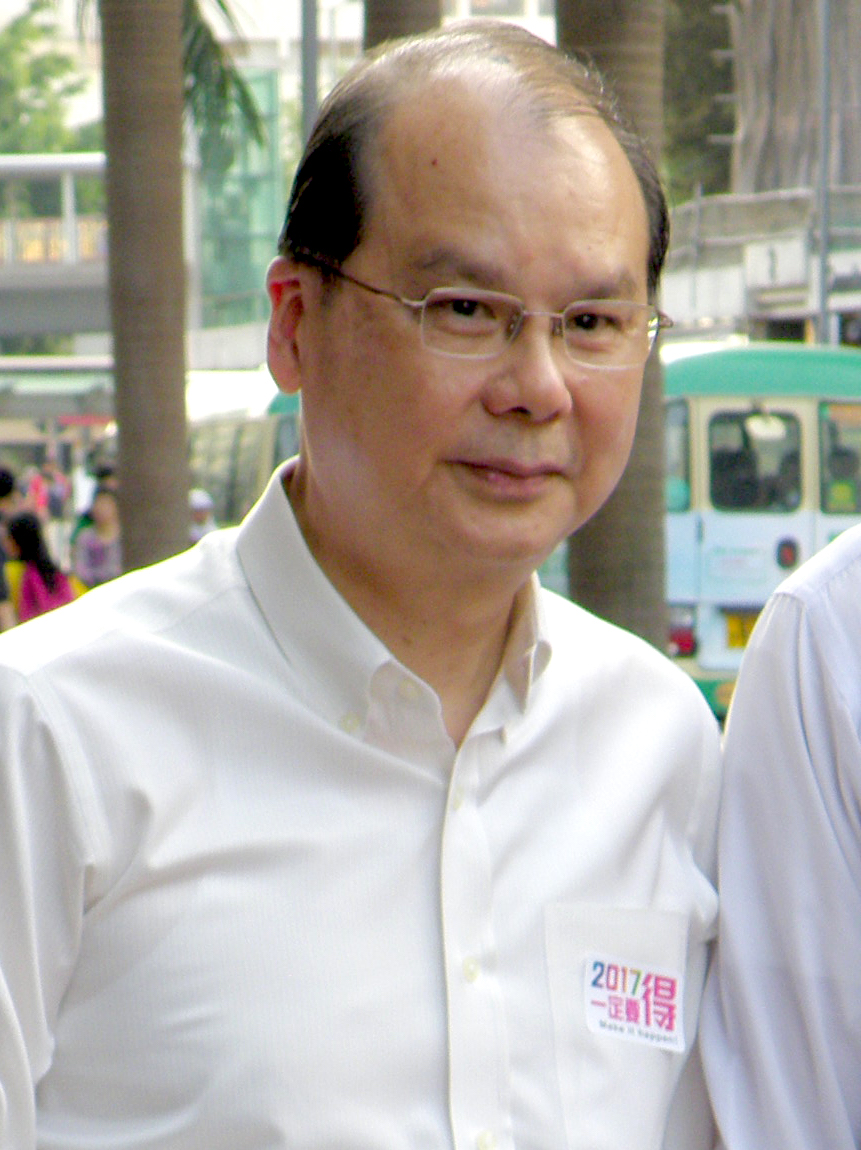
張建宗は元労働福祉長官

2007年6月、張建宗は、ツァン・ヤム・クン氏によって労働福祉局長に指名された。
2012年6月、張建宗は新しい最高経営責任者・梁振英に就任するよう招待された。
在任中、2007年の香港の鉄鋼労働者のストライキ、従業員の再訓練税（外務税）、2013年の葵青コンテナターミナル労働者の急増などの事件を処理した。 高齢者の生活手当に対する彼の高齢者退職保護政策は議論の余地がある。

## 事務局長
2017年1月16日には、林鄭月娥の香港特別行政区政務司司長辞任を受けて2017年最高経営責任者の選挙参加するために、最高経営責任者（CEO）である梁振英氏に指名され、国務院によって行政最高責任者として任命された。
2019年7月26日、張建宗は記者会見で、警察が2019年7月に行われた元朗区での攻撃に対する対処について「国民の期待とのギャップ」について謝罪した。 香港警察チームのズオ協会はその後、張建宗の謝罪は無責任であり、彼が最も厳しい非難を行ったと述べた声明を発表した。   張建宗とチャン・ジャンゾンは後に警察の不満を鎮めるためにいくつかの警察協会と会談した。
2019年8月1日、蘋果日報（Apple Daily）は、張建宗が治療のためにクイーンメアリー病院に行く必要があることを独占的に報告した。事務局長官は、次のように答えた。「事務局長のチャン・ジャンゾンは、定期的な身体検査中にクイーン・メアリー病院の医師によって診断され、鼻腔に小さな嚢胞を発見しました。症状は軽微であると考えられますが、将来の合併症を避けるため、できるだけ短時間の治療を行うことが推奨されます。通常どおり作業を行っているディレクターのパフォーマンスには影響しません。」「関連する状況はディレクターのパフォーマンスに影響を与えず、ディレクターはいつものように働いています。」

## 論争
2019年10月17日、張建宗は元朗区での攻撃に対応し、7.21事件に巻き込まれなくなり、できるだけ早く落ち着きを取り戻すことを期待して、全員が前進するべきだと述べた。

## 名誉
- ゴールデンバウヒニアスター（2007）
- グランドバウヒニアメダル（2017）